# وومین
وُوُمین (لهستانی: Wołomin؛ ‏[vɔˈwɔmin] ()) شهرکی در شهرستان وومین واقع در استان ماسوویان لهستان است. این شهر در ۲۰ کیلومتری شرق ورشو و در مجاورت خط راه‌آهن منتهی به بیاویستوک قرار دارد. جمعیت وُوُمین در حدود ۳۶٬۰۰۰ است و ۱۴ کیلومتر مربع مساحت دارد.